# Piersi i przyjaciele 2
Piersi i przyjaciele 2 – album studyjny polskiego zespołu pop-rockowego Piersi. Wydawnictwo ukazało się 14 października 2013 roku nakładem Agencji Muzycznej Polskiego Radia. Gościnnie w nagraniach wzięli udział m.in. członek zespołu TSA – Andrzej Nowak, związany z grupą Big Cyc – Jacek „Dżej Dżej” Jędrzejak, lider formacji Lipali – Tomek „Lipa” Lipnicki oraz bracia Paweł i Łukasz Golcowie. Ponadto w jednym z utworów wystąpił były członek Piersi – Rafał „Jezioro” Jezierski.
Album poprzedził wydany 17 lipca 2013 roku singel pt. „Bałkanica”. Promowany teledyskiem utwór uplasował się m.in. na 1. miejscu Szczecińskiej Listy Przebojów Polskiego Radia. Materiał był ponadto promowany teledyskami do utworów „System” i „Komornik”.
Album dotarł do 2. miejsca polskiej listy przebojów OLiS. 12 marca 2014 roku płyta uzyskała certyfikat platynowej sprzedając się w nakładzie 30 tys. egzemplarzy, a w 2016 – dwukrotnie platynowej.

## Lista utworów
Opracowano na podstawie materiału źródłowego.
1. „Bałkanica” (muz. Asan, Dziadek, sł. Asan) – 3:11
2. „Pigułka szczęścia” (muz. Asan, Dziadek, Manio, sł. Asan) – 3:26
3. „Huana” (muz. Asan, Dziadek, Manio, sł. Asan) – 3:31
4. „Ciacho” (muz. Asan, Dziadek, Manio, sł. Asan) – 3:13
5. „Kowalscy” (muz. Asan, Dziadek, Hans, Manio, sł. Asan) – 3:53
6. „Komornik” (muz. Asan, Dziadek, sł. Asan) – 2:43
7. „Cymbały” (muz. Asan, Dziadek, sł. Asan) – 2:32
8. „Idą zbójcy (muz. tradycyjna, sł. Krzysztof Trebunia-Tutka) – 3:40
9. „Pali się” (muz. Asan, Dziadek, Manio, sł. Asan) – 2:20
10. „Kiedy jadę” (muz. Asan, Dziadek, Manio, sł. Asan) – 2:47
11. „Meksykańska fala” (muz. Dziadek, Hans, Manio, sł. Tomasz Lipnicki) – 3:22
12. „Miłość w rytmie disco” (muz. Asan, Dziadek, sł. Asan) – 3:11
13. „Dubstepolo” (muz. Asan, Dziadek, sł. Asan) – 3:19
14. „Skóra 2013” (muz. Dziadek, Hans, Jezioro, sł. Izabela Jezierska) – 2:18
15. „System” (muz. Asan, Dziadek, Manio, sł. Asan) – 2:34
16. „The USA” (muz. Asan, Dziadek, Hans, Manio, sł. Asan) – 3:19
17. „Smooth pigułka” (muz. Asan, Dziadek, Manio) – 1:36

## Twórcy
Opracowano na podstawie materiału źródłowego.
| Zespół Piersi w składzie - Adam „Asan” Asanov – wokal - Marek „Mały” Kryjom – wokal, instrumenty perkusyjne - Adam „Hans” Kłos – gitara, wokal - Zbigniew „Dziadek” Moździerski – gitara basowa, instrumenty klawiszowe, wokal - Marcin „Manio” Papior – perkusja - Marcin „Rospor” Respondek – puzon - Erwin Żebro – trąbka Produkcja - Maciej Stach – inżynieria dźwięku - Jarosław Toifl – inżynieria dźwięku, miksowanie, mastering, gitara prowadząca (11) - Kuba „Bobas” Wilk – inżynieria dźwięku (8) - Przemek Popławski – inżynieria dźwięku (11) - Ewa Mieczławska – producent wykonawczy - Szymon Zaremba – opracowanie graficzne - Michał Graczyk – ilustracje | Dodatkowi muzycy - Jacek „Dżej Dżej” Jędrzejak – gościnnie wokal (2) - Trebunie-Tutki – gościnnie (8) - Krzysztof Trebunia-Tutka – skrzypce, wokal - Andrzej Polak – gościnnie wokal, skrzypce - Jan Trebunia-Tutka – gościnnie wokal, skrzypce, wokal - Anna Trebunia-Wyrostek – basy podhalańskie - Andrzej Polak – gościnnie wokal (8) - Andrzej Nowak – gościnnie wokal, gitara (10) - Tomek „Lipa” Lipnicki – gościnnie wokal (11) - Rafał „Jezioro” Jezierski – gościnnie wokal (14) - Paweł Golec – gościnnie puzon (2, 4, 9) - Łukasz Golec – gościnnie trąbka (2, 4, 9) |